# Arrodoniment vocàlic
En fonètica, l'arrodoniment vocàlic es refereix a un tipus de labialització consistent en protuberar els llavis formant una forma rodona durant l'articulació de la vocal. Les vocals arrodonides es pronuncien amb els llavis formant una obertura circular, mentre que les vocals no-arrodonides s'articulen amb llavis estesos sense protuberació i amb menor tensió muscular en els llavis.
En la majoria de llengües del món les vocals anteriors tendeixen a ser no-arrodonides, mentre que les vocals posteriors tendeixen a ser arrodonides. Tanmateix, algunes llengües com el francès o l'alemany posseeixen vocals anteriors tant no-arrodonides com arrodonides amb la mateixa obertura, sent el tret d'arrodoniment el que permet distingir-les. Altres llengües com el vietnamita o el turc posseeixen més vocals posteriors arrodonides i no-arrodonides de la mateixa obertura.
A la presentació ordinària de l'alfabet fonètic internacional, les vocals arrodonides es col·loquen a la dreta de les seves corresponents contrapartides no-arrodonides. A més existeixen diacrítics per indicar el grau d'arrodoniment, com la ɔ̹ / ɔ̜.